# Oed (Gemeinde Waldegg)
Oed ist eine Ortschaft in der Marktgemeinde Waldegg im Bezirk Wiener Neustadt-Land in Niederösterreich.

## Lage
Oed liegt westlich von Waldegg an der Grenze zur Gemeinde Waidmannsfeld.

## Geschichte
Urkundlich wurde der Ort 1380 genannt. 1816 erfolgte die Gründung einer einst in Mitteleuropa bedeutenden Metallwarenfabrik durch Matthias und August von Rosthorn (Rawthorne).
Es gab mehrere Aufenthalte des Komponisten Johannes Brahms beim Betriebsarzt Josef Hauer, siehe Gedenktafel am Haus Oed Nr. 9.

## Kultur und Sehenswürdigkeiten
- Katholische Filialkirche Oed Maria, Ursache der Freude

## Wirtschaft und Infrastruktur
Der Ort ist geprägt durch Industrieanlagen, ehemals Firma Rosthorn, seit 1947 Eisen- und Metallwarenerzeugung ASTA.
Laut Adressbuch von Österreich waren im Jahr 1938 in Oed ein Bäcker, zwei Fleischer, vier Gastwirte, vier Gemischtwarenhändler, ein Glaser, eine Hebamme, eine Mühle, ein Sägewerk, zwei Schmiede, zwei Schuster und mehrere Landwirte ansässig.

## Persönlichkeiten
- Alfons von Rosthorn (1857–1909), Mediziner